# Zalamerenye
Zalamerenye è un comune dell'Ungheria di 214 abitanti (dati 2001). È situato nella contea di Zala.